# لا يمكن أن تشتري لي الحب (أغنية)

لا يمكن أن تشتري لي الحب (بالإنجليزية: Can't Buy Me Love) أغنية لفريق الروك البريطاني البيتلز، صدرت مارس 1964  باعتبارها أغنيتهم المنفردة السادسة. كتب الأغنية بول مكارتني، ونسبت إلى الثنائي (لينون ومكارتني). تم تضمين الأغنية في ألبوم الفريق «ليلة يوم عصيب A Hard Day's Night»، وظهرت في مشهد في فيلم ريتشارد ليستر  الذي يحمل نفس عنوان الألبوم. احتلت الأغنية قوائم أفضل الأغاني في المملكة المتحدة، والولايات المتحدة، وأستراليا، وأيرلندا، ونيوزيلندا، والسويد. كانت رابع أعلى أغنية مبيعًا في الستينيات في المملكة المتحدة.

## خلفية الأغنية
أقام فريق البيتلز في فندق جورج الخامس ذي الخمس نجوم أثناء وجودهم في باريس، ونقلوا البيانو إلى أحد أجنحتهم حتى تستمر كتابة الأغاني، وهنا كتب مكارتني «لا يمكن أن تشتري لي الحب». كتبت مكارتنى الأغنية تحت ضغط النجاح الذي حققته أغنية «أريد أن أمسك يدك I Want to Hold Your Hand» التي وصلت لتوها إلى المرتبة الأولى في أمريكا. عندما سمع المنتج جورج مارتن أغنية «لا يمكن أن تشتري لي الحب»، لأول مرة، شعر أن الأغنية بحاجة إلى التغيير: «اعتقدت أننا نحتاج حقًا إلى علامة لنهاية الأغنية، وعلامة للبداية؛ نوع من المقدمة. لذلك أخذت أول سطرين من الكورس وغيرت النهاية، وقلت» لنحصل فقط على هذه السطور، وبتغيير العبارة الثانية يمكننا العودة إلى المذهب بسرعة كبيرة، وقالوا:«هذه ليست فكرة سيئة، سنفعلها بهذه الطريقة».
تحدث مكارتنى عندما ضغط عليه الصحفيون الأمريكيون في عام 1966 للكشف عن المعنى الحقيقي للأغنية، حيث قال: «أعتقد أنه يمكنك وضع أي تفسير تريده لأي شيء، ولكن عندما يقترح أحدهم أن أغنية «لا يمكن أن تشتري لي الحب» تدور حول عاهرة، أنا أتوقف هنا... الفكرة من وراء ذلك كانت أن كل هذه الممتلكات المادية جيدة جدًا، لكنهم لن يشتروا لي ما أريده حقًا»، ومع ذلك، كان يعلق لاحقًا: «كان يجب أن يكون هناك أغنية «لا يمكن أن تشتري لي الحب» عند التفكير في الامتيازات التي جلبها لي المال والشهرة».

## طاقم العزف والتسجيل
بول مكارتني: غناء (صوت مزدوج المسار) – جيتار باس.
جون لينون: جيتار إيقاع صوتي (أكوستك).
جورج هاريسون: جيتار رئيسي مزدوج المسار - جيتار اثني عشر وترًا.
رينجو ستار: طبول.

## صدور الأغنية
صدرت الأغنية كأغنية منفردة مدعومة بأغنية جون لينون «لا تستطيع فعل هذا» في 16 مارس 1964 في الولايات المتحدة وبعد أربعة أيام في المملكة المتحدة. تصدرت الأغنية في الولايات المتحدة قائمة هوت بيلبورد 100 لمدة خمسة أسابيع، مما دعا الفريق لإصدار أربعة أغاني متواليات على القوائم الأمريكية.
حققت الأغنية أكبر قفزة على قوائم بيلبورد إلى المركز الأول حيث قفزت من المركز 27 إلى المركز الأول، وبذلك استمر فريق البيتلز بأغانيه في المركز الأول: كانت «أريد أن أمسك يدك» في المرتبة الأولى، وتم استبدالها بأغنية «هي تحبك She loves you» في المركز الأول، والتي تم استبدالها بدورها بأغنية «لا يمكن أن تشتري لي الحب». أمضت الأغاني الثلاث إجمالي 14 أسبوعًا متتاليًا في المركز الأول، وهذه هي المرة الوحيدة التي حصل فيها فنان على ثلاث أغنيات فردية على التوالي تحتل المركز الأول.
عندما وصلت أغنية «لا يمكن أن تشتري لي الحب» إلى المركز الأول، في 4 أبريل 1964، احتل فريق البيتلز المراكز الخمسة الأولى في بيلبورد بالأغاني: «تويست وصراخ Twist & shout»، و«هي تحبك»، و«أريد أن أمسك يدك»، و«من فضلك اسعديني Please please me» على التوالي. لم يحتل أي عمل آخر لأي فنان المراكز الخمسة الأولى في وقت واحد.
خلال الأسبوع الثاني وأغنية «لا يمكن أن تشتري لي الحب» في المركز الأول، كان لدى فريق البيتلز أربعة عشر أغنية على قائمة بيلبورد في نفس الوقت.
أصبحت أغنية «لا يمكن أن تشتري لي الحب»، في المملكة المتحدة، رابع أغنية تحتل المركز الأول لفريق البيتلز، وثالث أغنية للفريق باعت أكثر من مليون نسخة، وبحلول نوفمبر 2012، باعت 1.53 مليون نسخة هناك، واعتبارًا من ديسمبر 2018، كانت الأغنية المنفردة رقم 35 الأكثر مبيعًا على الإطلاق في المملكة المتحدة، وواحدة من ست أغاني لفريق البيتلز مدرجة في أعلى تصنيفات المبيعات التي نشرتها شركة الرسوم البيانية الرسمية Official Charts Company.
تم تضمين أغنية «لا يمكن أن تشتري لي الحب» في ألبوم «ليلة يوم صعب» في يونيو 1964، وألبوم الموسيقى التصويرية الأمريكي الذي يحمل الاسم نفسه.
استخدم المخرج ريتشارد ليستر لقطات رافعة لالتقاط أعضاء الفريق الأربعة وهم يركضون، ويقفزون في ملاعب رياضة. المؤلف شاول أوسترليتز، في كتابه «المال مقابل لا شيء Money for Nothing» عن تاريخ مقاطع الفيديو الموسيقية، وضع مقطع «لا يمكن أن تشتري لي الحب» في المركز 33 لأفضل 100 فيديو موسيقي.

## الأغنية على القوائم حول العالم
احتلت الأغنية المركز الأول في: أستراليا – أيرلندا – هولندا – نيوزيلندا – السويد – المملكة المتحدة – الولايات المتحدة.
ظهرت الأغنية في المركز الثالث، والخامس على التوالي في: النرويج – بلجيكا.
ظهرت في المركز 24 في ألمانيا.
ظهرت على قوائم أفضل أغاني عام 1964 في: المملكة المتحدة – الولايات المتحدة.
حصلت الأغنية على جائزة الأسطوانة الذهبية من رابطة صناعة التسجيلات الأمريكية.
حصلت الأغنية على الجائزة الفضية في السويد.

## نسخ أخرى للأغنية
قدم عدد 300 فناناً نسخهم الخاصة من أغنية «لا يمكن أن تشتري لي الحب» من أبرزهم: إيلا فيتزجيرالد (يوليو 1964)- جوني ريفرز (سبتمبر 1964)– الممثل بيتر سيلرز (صدرت عام 1990 بعد أكثر من 10 سنوات من تسجيلها)- مايكل بوبليه (فبراير 2005) – سكاري بوكيتس وآبي سيلسو (مارس 2018)- كريستين كورب (2021).

## كلمات الأغنية
لا يمكن أن تشتري لي الحب، الحب Can't buy me love, love
لا يمكن أن تشتري لي الحب Can't buy me love
سأشتري لك خاتم ألماس يا صديقتي I'll buy you a diamond ring, my friend
إذا كان هذا يجعلك تشعر بأنك بخير If it makes you feel all right
سأحضر لك أي شيء يا صديقتي I'll get you anything, my friend
إذا كان هذا يجعلك تشعر بأنك بخير If it makes you feel all right
لاني لا اهتم كثيراً بالمال Cause I don't care too much for money'
المال لا يشتري لي الحب Money can't buy me love
سأعطيك كل ما يمكن أن أعطيه I'll give you all I've got to give
إذا قلت أنك تحبيني أيضًا If you say you love me, too
قد لا يكون لدي الكثير لأقدمه I may not have a lot to give
لكن ما لدي سأقدمه لك But what I've got I'll give to you
أنا لا أهتم كثيراً بالمال I don't care too much for money
المال لا يشتري لي الحب Money can't buy me love
لا يمكن أن تشتري لي الحب Can't buy me love
الجميع يخبرني بذلك Everybody tells me so
لا يمكن أن تشتري لي الحب Can't buy me love
لا لا لا لا No, no, no, no
قولي أنك لست بحاجة إلى خواتم ألماس Say you don't need no diamond rings
وسأكون راضياً And I'll be satisfied
قل لي أنك تريد هذا النوع من الأشياء Tell me that you want the kind of things
التي لا يمكن شراؤه بالمال That money just can't buy
أنا لا أهتم كثيرا بالمال I don't care too much for money
المال لا يشتري لي الحب Money can't buy me love
لا يمكن أن تشتري لي الحب Can't buy me love

## وصلات خارجية
http://www.beatlesebooks.com/cant-buy-me-love لا يمكن أن تشتري لي الحب (أغنية)
https://www.beatlesbible.com/songs/cant-buy-me-love/ لا يمكن أن تشتري لي الحب (أغنية)
https://ultimateclassicrock.com/beatles-cant-buy-me-love/ لا يمكن أن تشتري لي الحب (أغنية)
https://www.songfacts.com/facts/the-beatles/cant-buy-me-love لا يمكن أن تشتري لي الحب (أغنية)
https://www.the-paulmccartney-project.com/song/cant-buy-me-love/ لا يمكن أن تشتري لي الحب (أغنية)
https://secondhandsongs.com/performance/2301 لا يمكن أن تشتري لي الحب (أغنية)
https://www.youtube.com/watch?v=h3WJiqc_bEs لا يمكن أن تشتري لي الحب (أغنية)
https://www.the-paulmccartney-project.com/song/cant-buy-me-love/ لا يمكن أن تشتري لي الحب (أغنية)